# Mečíř
Mečíř je vesnice v okrese Nymburk, součást obce Křinec. Nachází se 3 km na západ od Křince. Je zde evidováno 49 adres.

## Historie
První písemná zmínka o vesnici pochází z roku 1323.

## Fotogalerie

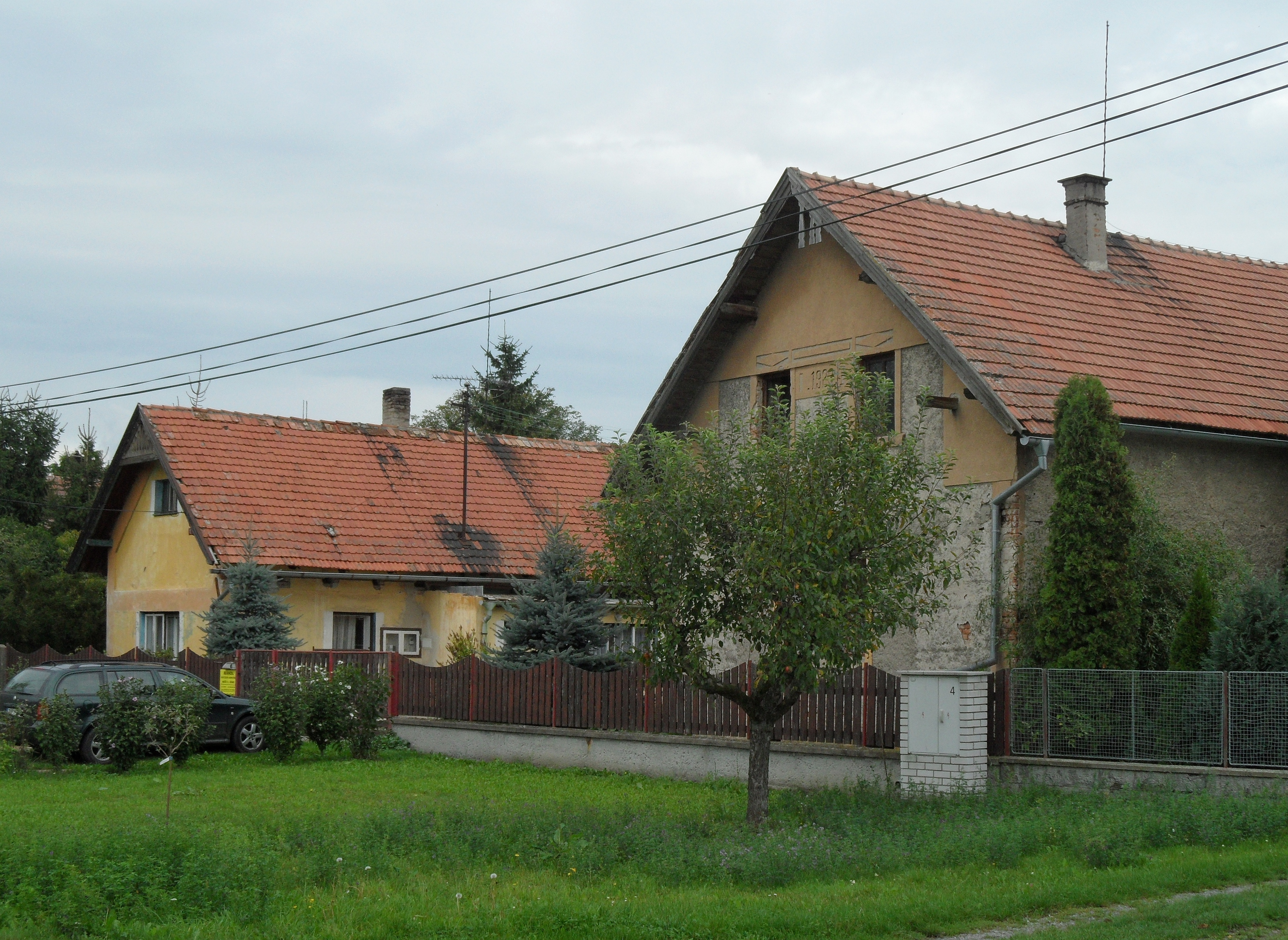
Domy směr Jíkev
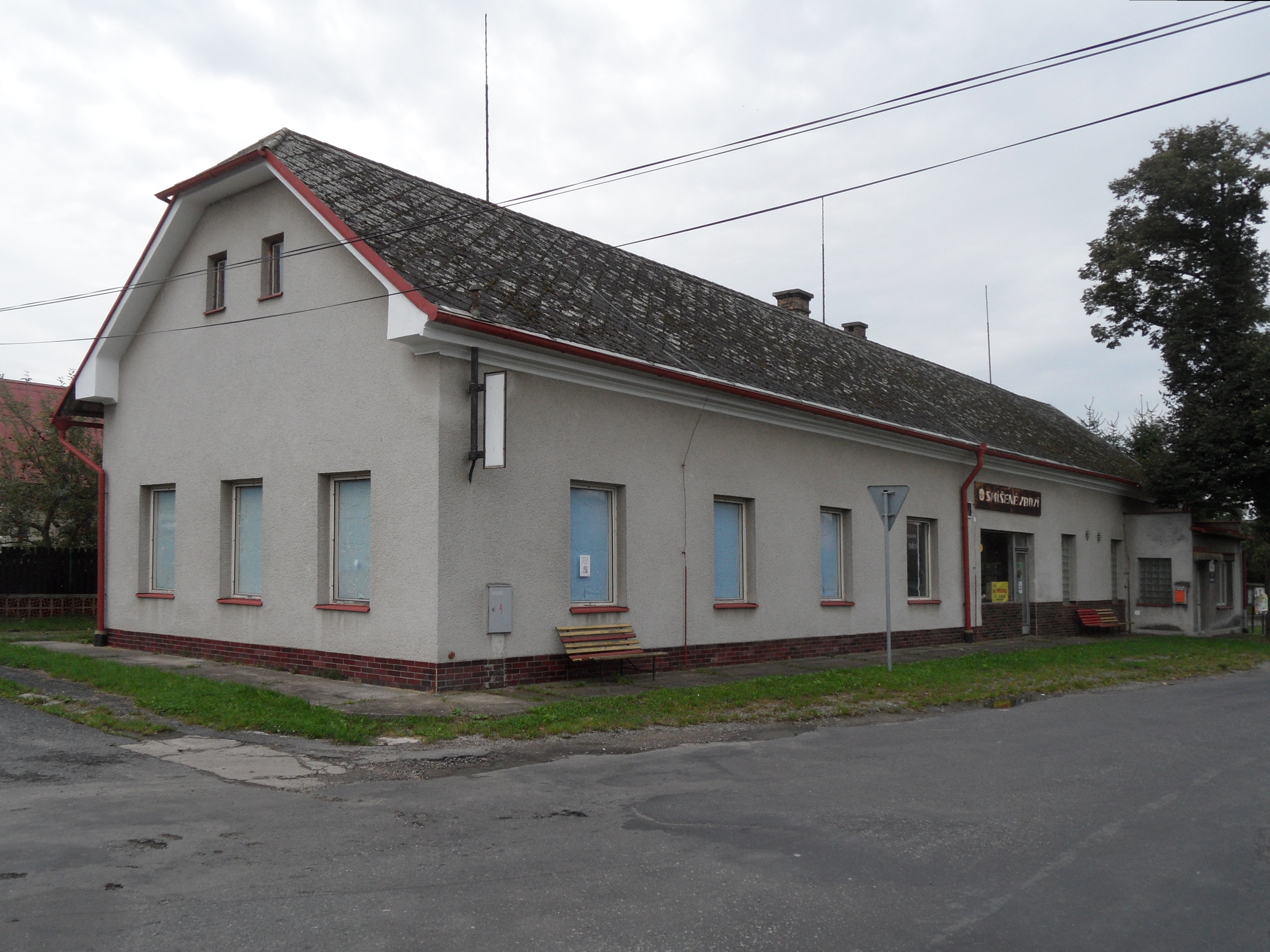
Smíšené zboží
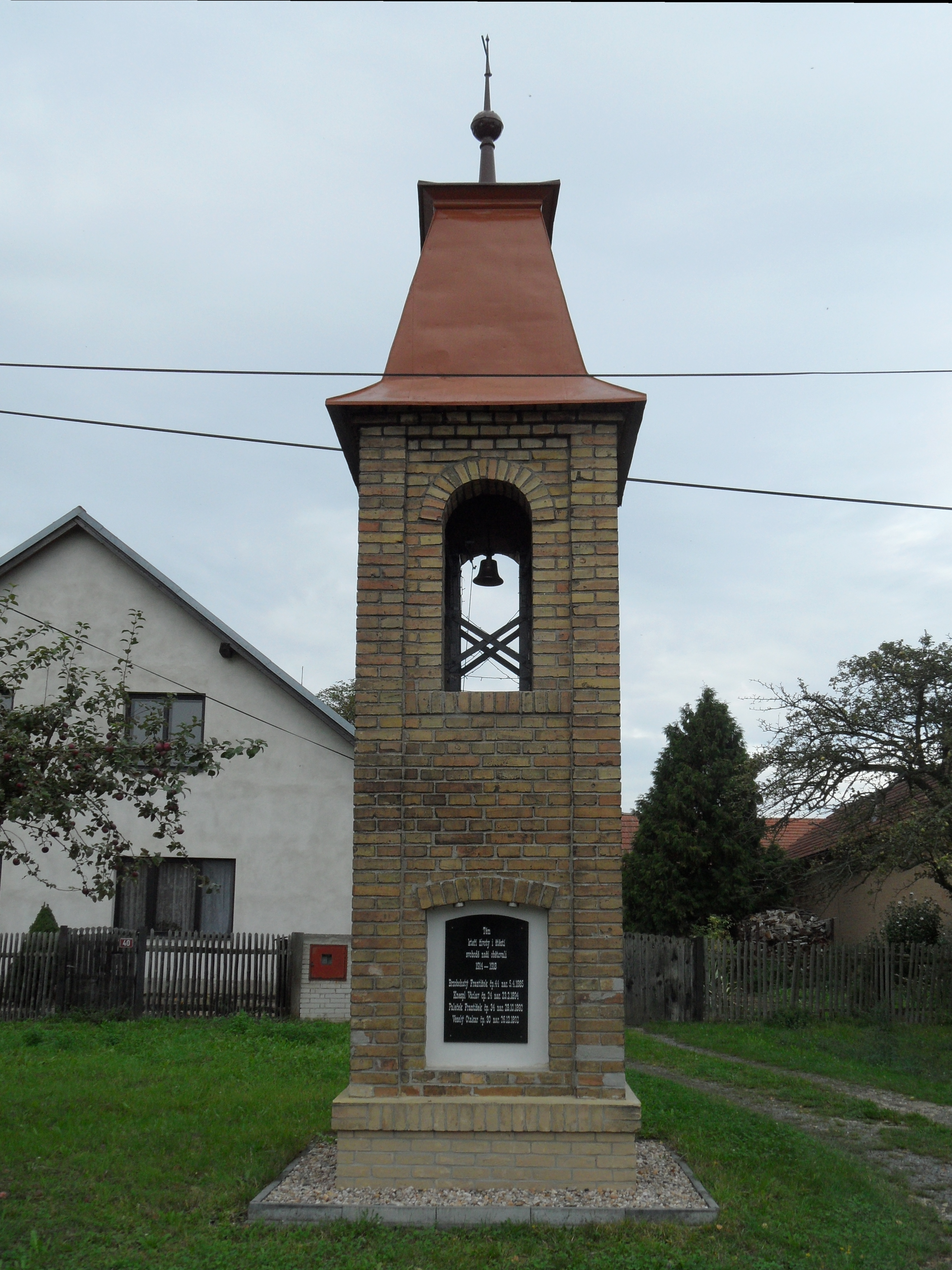
Zvonička s pamětní deskou
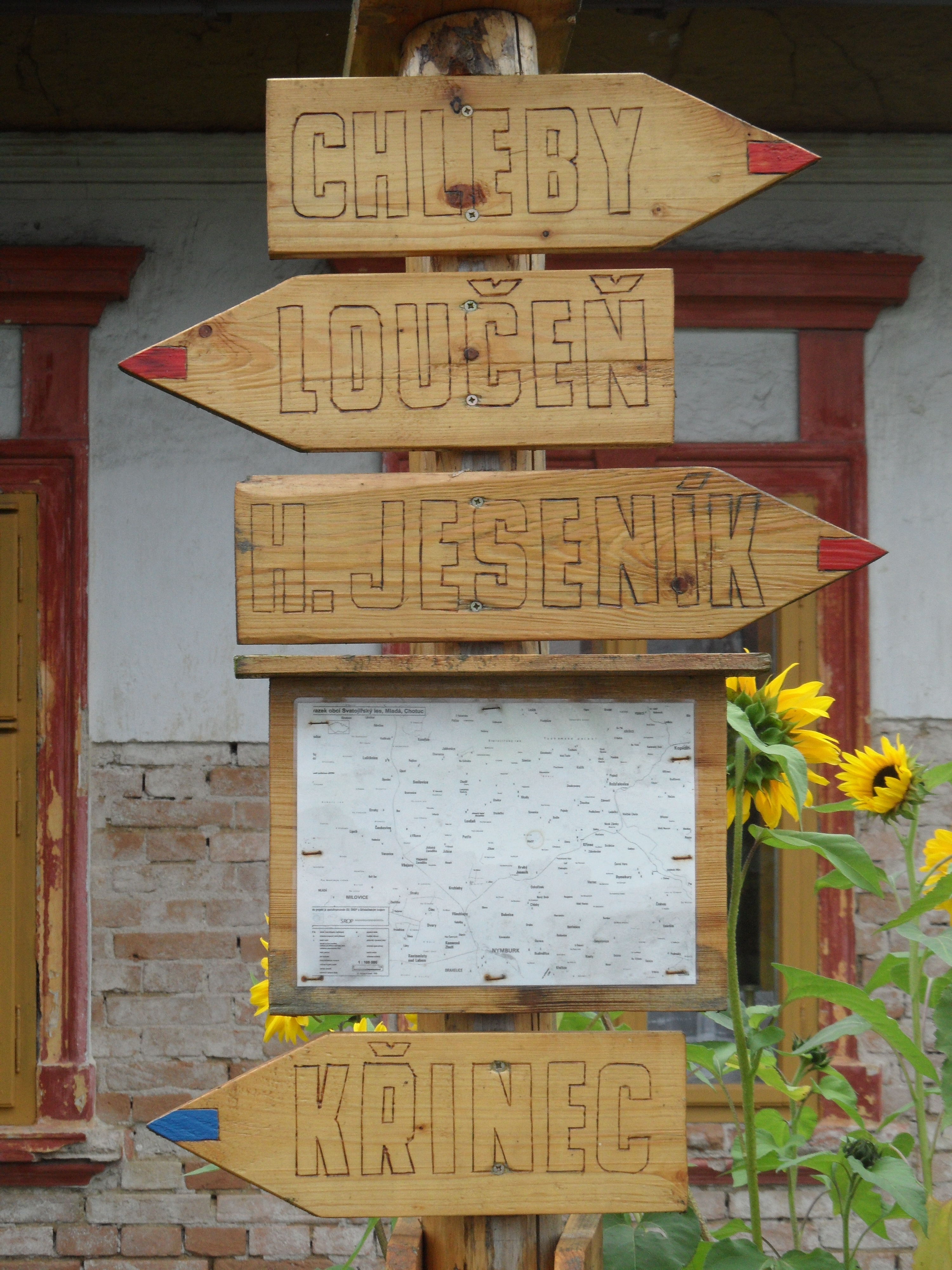
Rozcestník